# Lekkoatletyka na Letnich Igrzyskach Olimpijskich 1980 – bieg na 1500 m kobiet
Bieg na 1500 metrów kobiet podczas XXII Letnich Igrzysk Olimpijskich w Moskwie rozegrano 30 lipca (eliminacje) i 1 sierpnia 1980 (finał) na Stadionie Łużniki. Zwyciężczynią została reprezentantka Związku Radzieckiego Tatjana Kazankina, która tym samym obroniła tytuł zdobyty cztery lata wcześniej w Montrealu. W finale ustanowiła rekord olimpijski uzyskując czas 3:56,56.

## Rekordy

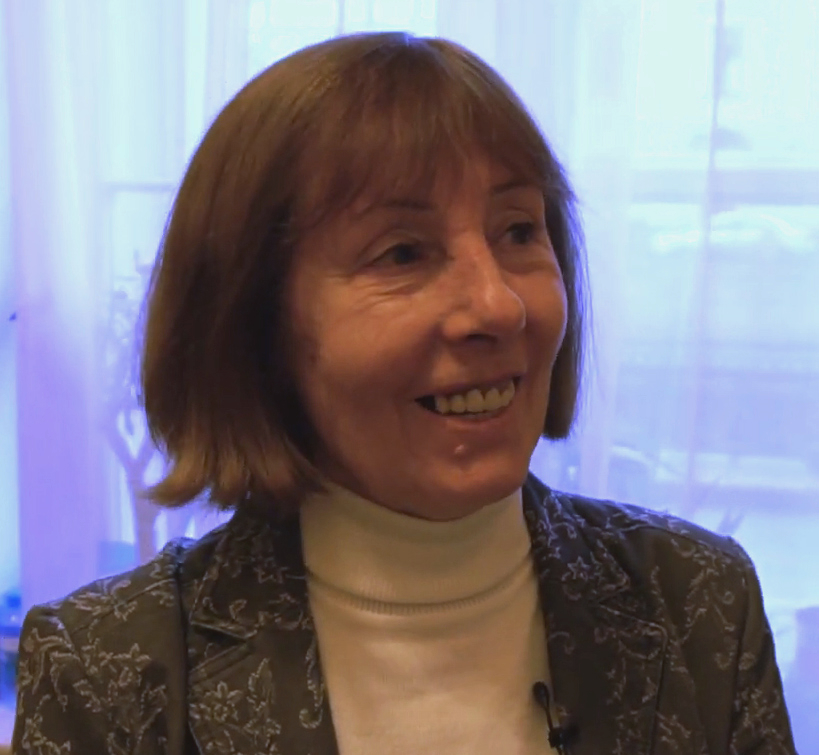
Tatjana Kazankina

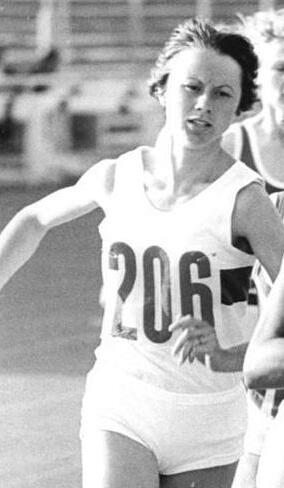
Christiane Wartenberg

|                   | Zawodniczka       | Narodowość | Czas    | Data                 | Miejsce   |
| ----------------- | ----------------- | ---------- | ------- | -------------------- | --------- |
| Rekord świata     | Tatjana Kazankina | ZSRR       | 3:55,0  | 6 lipca 1980(dts)    | Moskwa    |
| Rekord olimpijski | Ludmiła Bragina   | ZSRR       | 4:01,38 | 9 września 1972(dts) | Monachium |

## Wyniki
| Poz. - pozycja |
| – rekord świata \| – rekord krajowy \| – rekord życiowy \| = – wyrównany rekord życiowy \| · – najlepszy wynik w sezonie \| = – wyrównany najlepszy wynik w sezonie \| – rekord olimpijski |
| Fn – falstart \| DNF – nie ukończył \| DNS – nie wystartował \| DSQ – zdyskwalifikowany |

### Eliminacje
Rozegrano dwa biegi eliminacyjne. Do finału awansowały po cztery najlepsze zawodniczki z każdego biegu (Q) oraz jedna z najlepszym czasem spośród pozostałych (q).

#### Bieg 1
| Poz. | Zawodniczka            | Narodowość      | Rezultat | Uwagi |
| ---- | ---------------------- | --------------- | -------- | ----- |
| 1    | Tatjana Kazankina      | ZSRR            | 3:59,12  | Q,    |
| 2    | Nadieżda Olizarenko    | ZSRR            | 3:59,58  | Q     |
| 3    | Christiane Wartenberg  | NRD             | 4:00,31  | Q     |
| 4    | Ulrike Bruns           | NRD             | 4:01,52  | Q     |
| 5    | Maricica Puică         | Rumunia         | 4:01,58  | q     |
| 6    | Weseła Jacinska        | Bułgaria        | 4:04,70  |       |
| 7    | Cornelia Bürki         | Szwajcaria      | 4:04,44  |       |
| 8    | Totka Petrowa          | Bułgaria        | 4:13,80  |       |
| 9    | Janet Marlow           | Wielka Brytania | 4:15,81  |       |
| 10   | Amsale Woldegibriel    | Etiopia         | 4:25,30  |       |
| 11   | Marcellina Emmanuel    | Tanzania        | 4:26,78  |       |
| 12   | Albertine Rahéliarisoa | Madagaskar      | 4:30,72  |       |
| 13   | Margaret Morel         | Seszele         | 4:37,89  |       |

#### Bieg 2
| Poz. | Zawodniczka       | Narodowość | Rezultat | Uwagi |
| ---- | ----------------- | ---------- | -------- | ----- |
| 1    | Lubow Smołka      | ZSRR       | 4:04,36  | Q     |
| 2    | Ileana Silai      | Rumunia    | 4:04,70  | Q     |
| 3    | Gabriella Dorio   | Włochy     | 4:04,91  | Q     |
| 4    | Natalia Mărășescu | Rumunia    | 4:05,83  | Q     |
| 5    | Anna Bukis        | Polska     | 4:05,97  |       |
| 6    | Beate Liebich     | NRD        | 4:06,75  |       |
| 7    | Nikolina Szterewa | Bułgaria   | 4:08,25  |       |
| 8    | Breda Pergar      | Jugosławia | 4:13,16  |       |
| 9    | Agnese Possamai   | Włochy     | 4:14,67  |       |
| 10   | Mwinga Mwanjala   | Tanzania   | 4:20,84  |       |
| 11   | Trịnh Thị Bé      | Wietnam    | 4:38,57  |       |
| –    | Hala El-Moughrabi | Syria      | DNS      |       |
| –    | Geeta Zutshi      | Indie      | DNS      |       |

### Finał
| Poz. | Zawodniczka           | Narodowość | Rezultat | Uwagi |
| ---- | --------------------- | ---------- | -------- | ----- |
| 1    | Tatjana Kazankina     | ZSRR       | 3:56,56  | [ 1 ] |
| 2    | Christiane Wartenberg | NRD        | 3:57,71  | [ 3 ] |
| 3    | Nadieżda Olizarenko   | ZSRR       | 3:59,52  |       |
| 4    | Gabriella Dorio       | Włochy     | 4:00,30  | [ 4 ] |
| 5    | Ulrike Bruns          | NRD        | 4:00,62  |       |
| 6    | Lubow Smołka          | ZSRR       | 4:01,25  |       |
| 7    | Maricica Puică        | Rumunia    | 4:01,26  |       |
| 8    | Ileana Silai          | Rumunia    | 4:02,98  |       |
| 9    | Natalia Mărășescu     | Rumunia    | 4:04,74  |       |